# Ulota germana
Ulota germana là một loài Rêu trong họ Orthotrichaceae. Loài này được (Mont.) Mitt. miêu tả khoa học đầu tiên năm 1859.